# Quartinia proserpina
Quartinia proserpina är en stekelart som beskrevs av Richards 1962. Quartinia proserpina ingår i släktet Quartinia och familjen Masaridae. Inga underarter finns listade i Catalogue of Life.